# أكسانا
أكسانا (بالليتوانية: Živilė Raudonienė)‏ هي مصارعة محترفة ليتوانية، ولدت في 29 أبريل 1982 في أليتس في ليتوانيا.

## وصلات خارجية
- أكسانا على موقع دبليو دبليو إي (الإنجليزية)
- أكسانا على موقع WrestlingData.com (الإنجليزية)
- أكسانا على موقع CageMatch worker (الإنجليزية)
- أكسانا على موقع قاعدة بيانات المصارعة على الإنترنت (الإنجليزية)
- أكسانا على موقع عالم المصارعة على الإنترنت (الإنجليزية)
- أكسانا على موقع عالم المصارعة على الإنترنت (الإنجليزية)
- أكسانا على موقع IMDb (الإنجليزية)
- أكسانا على موقع قاعدة بيانات الفيلم (الإنجليزية)